# Ладозьке Озеро (селище при станції)
Ладозьке Озеро (рос. Ладожское Озеро) — селище залізничної станції у Всеволожському районі Ленінградської області Російської Федерації.
Населення становить 161 особу. Належить до муніципального утворення Рах'їнське міське поселення.

## Історія
Від 1 серпня 1927 року належить до Ленінградської області.

## Населення
| 2007 | 2010 | 2017 |
| ---- | ---- | ---- |
| 111  | ↗189 | ↘161 |